# Peter Capell
Pour les articles homonymes, voir Capell.

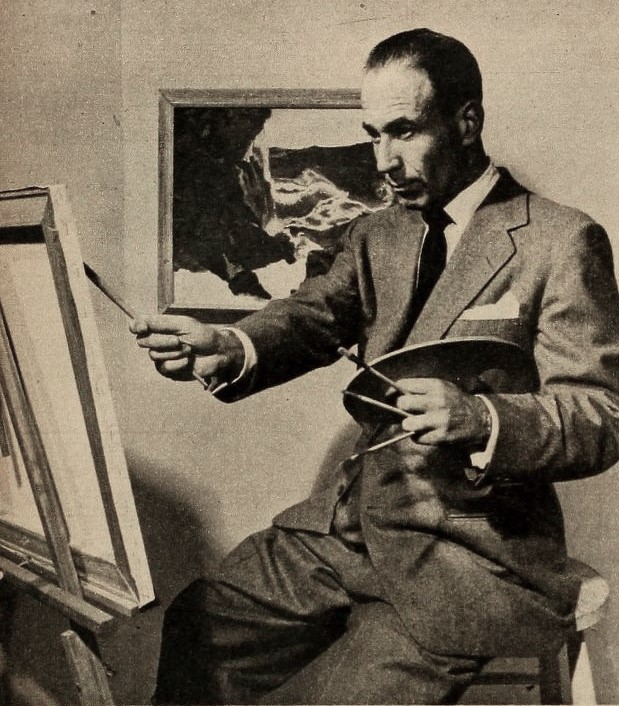

Peter Capell (né le 3 septembre 1912 à Berlin, mort le 3 mars 1986 à Munich) est un acteur allemand.

## Biographie
Peter Capell prend des cours de théâtre auprès de Walter Franck (de) à Berlin et a ses premières expériences dans les Reinhardt-Bühnen. Après la prise du pouvoir par les nationaux-socialistes en 1933, il émigre aux États-Unis.
Il joue dans des théâtres et fait une tournée avec la pièce Hedda Gabler de Henrik Ibsen en 1940-1941. Il fait ses débuts à New York en 1947. Il est aussi l'assistant réalisateur de Gottfried Reinhardt. Il travaille également à la radio et à la télévision. Capell apparaît dans plusieurs longs métrages américains, représentant principalement des étrangers obscènes et des méchants.
Il retourne en Allemagne en 1955 et fait de nombreuses figurations dans des productions allemandes et internationales. Dans les années 1960, Capell participe à de nombreuses productions télévisuelles allemandes, où il représente souvent des personnes âgées respectées, mais parfois douteuses comme des médecins, des dignitaires ecclésiastiques, des hauts fonctionnaires et des hommes d'affaires riches.
En outre, Capell continue à être sur scène, en particulier au Kammerspiele, au Theater Die Kleine Freiheit (de), au Intimen Theater et au Modernen Theater de Munich. Il est aussi metteur en scène au Hamburger Kammerspiele.

## Filmographie

### Acteur

#### Cinéma
- 1952 : Le Guêpier  (Walk East on Beacon!) d'Alfred L. Werker : Chris Zalenko / Gino
- 1956 : Anastasia, la dernière fille du tsar (Anastasia - Die letzte Zarentochter) de Falk Harnack : Mr. George Grant
- 1956 : La Famille Trapp (Die Trapp-Familie) de Wolfgang Liebeneiner : officier à Ellis Island
- 1956 : Dernière Escale (Zwischen Zeit und Ewigkeit) d'Arthur Maria Rabenalt et José Antonio Nieves Conde : inspecteur de police
- 1956 : Mein Vater, der Schauspieler de Robert Siodmak : Robert Fleming
- 1957 : Blaue Jungs de Wolfgang Schleif : Capitaine Jim Tompson
- 1957 : La Reine Louise (Königin Luise) de Wolfgang Liebeneiner
- 1957 : Le Cambrioleur (The Burglar) de Paul Wendkos : Baylock
- 1957 : Les Sentiers de la gloire (Paths of Glory) de Stanley Kubrick : narrateur à la scène d'ouverture / juge principal de la cour martiale
- 1957 : Cœurs dans la tourmente (Wie ein Sturmwind) de Falk Harnack : Dr Baumgarten
- 1958 : A Gift for Heidi de George Templeton : Doc.
- 1958 : Les Vikings de Richard Fleischer : rôle mineur (non crédité)
- 1958 : L'Ange de Sibérie (Taiga) de Wolfgang Liebeneiner : Richter
- 1958 : Zone-Est interdite (Le monde a tremblé) (Nasser Asphalt) de Frank Wisbar : Donnagan
- 1959 : La Fille de Capri de Rudolph Maté : Leopold Hübner
- 1959 : Ton corps m'appartient (Du gehörst mir) de Wilm ten Haaf
- 1960 : L'Homme des fusées secrètes (I Aim at the Stars) de J. Lee Thompson : Dr Neumann
- 1960 : Le Port des illusions (Der Satan lockt mit Liebe) de Rudolf Jugert : Geck
- 1961 : Auf Wiedersehen de Harald Philipp : Louis Holloway
- 1961 : L'Espionne des Ardennes (Armored Command)  de Byron Haskin : le petit général
- 1961 : The Big Show de James B. Clark : Pietro Vizzini
- 1961 : Un, deux, trois (One, Two, Three) de Billy Wilder : Mishkin
- 1962 : Trahison sur commande (The Counterfeit Traitor) de George Seaton : Unger (non crédité)
- 1964 : Der Prozeß Carl von O. de John Olden : Troisième employé de la Weltbühne
- 1966 : OSS contre Gestapo (en) (I Deal in Danger) de Walter Grauman : Eckhardt
- 1967 : Herrliche Zeiten im Spessart de Kurt Hoffmann : le maire
- 1968 : Die goldene Pille de Horst Manfred Adloff : le prêtre
- 1968 : Services spéciaux, division K (Assignment K) de Val Guest : Chalet Landlord (non crédité)
- 1970 : Comme il est court le temps d'aimer de Pier A. Caminneci, Michel Lemoine et Jean-François Davy : Pater
- 1970 : Je couche avec mon assassin (Ich schlafe mit meinem Mörder) de Wolfgang Becker : Vanetti
- 1971 : Charlie et la chocolaterie (Willy Wonka & the Chocolate Factory) de Mel Stuart : le bricoleur
- 1971 : Hausfrauen-Report 2 d'Eberhard Schröder : le médecin
- 1971 : La Ligne de feu (L'amante dell'orsa maggiore) de Valentino Orsini
- 1971 : Les Carottes mécaniques (Schüler-Report) d'Eberhard Schröder : Docteur Weingärtner
- 1971 : Les Fantaisies amoureuses de Siegfried (Siegfried und das sagenhafte Liebesleben der Nibelungen) d'Adrian Hoven: le prêtre (non crédité)
- 1972 : Niet ! (Escape to the Sun) de Menahem Golan : Prof. Abramowiz
- 1972 : Hausfrauen-Report 3.Teil - Alle Jahre wieder-wenn aus blutjungen Mädchen blutjunge Hausfrauen werden d'Eberhard Schröder : Rechtsanwalt
- 1973 : Suce pas ton pouce ! (Junge Mädchen mögen's heiß, Hausfrauen noch heißer) d'Eberhard Schröder : directeur
- 1974 : Wachtmeister Rahn d'Ulli Lommel
- 1976 : Tod eines Fremden de Reza Badiyi et Uri Massad : Mahmoud
- 1977 : Le Convoi de la peur (Sorcerer) de William Friedkin : Lartigue, directeur du chantier pétrolier
- 1978 : Fedora de Billy Wilder : le réalisateur du film inachevé
- 1979 : Son of Hitler de Rod Amateau : Fritz Buchmann
- 1980 : The American Success Company de William Richert
- 1981 : Charlotte S. de Frans Weisz : le grand-père
- 1984 : La Petite Fille au tambour (The Little Drummer Girl) de George Roy Hill : Schwili

#### Télévision
Séries télévisées
- 1950 : Stage 13
- 1950 : The Silver Theatre
- 1950 : The Web
- 1950-1951 : Lights Out : Mike Wilson
- 1950-1951 : The Clock
- 1950-1954 : Suspense : Gunner
- 1953 : Eye Witness
- 1953 : Tales of Tomorrow : Brenegan
- 1953 : The Motorola Television Hour : Emile Bruckner
- 1953-1955 : Studio One in Hollywood : Paul
- 1954 : Ponds Theater
- 1956 : Rheingold Theatre : Peter Stahl
- 1959 : Playhouse 90 : Geuter
- 1959 : Tales of the Vikings : Bruning
- 1961 : Disney Parade : Doctor
- 1965 : Krimi-Quiz - Amateure als Kriminalisten
- 1966 : Blue Light : Eckhardt / Prof. Felix Eckhardt
- 1966 : L'Homme qui n'a jamais existé (The Man Who Never Was) : Priest
- 1967 : Das Kriminalmuseum : Dr. Leppje
- 1967 : Le comte Yoster a bien l'honneur : Major Gorski
- 1967 : Verräter : Wilson
- 1968 : Affäre Dreyfuss : Oberst Sandherr
- 1969 : Pater Brown : Sir Aren
- 1970 : Merkwürdige Geschichten : Benjamin Raphael
- 1972-1973 : Alexandre Bis : Notar
- 1972-1973 : Eine Frau bleibt eine Frau : Herr des Hauses / Partygast #1
- 1973 : Das Jahrhundert der Chirurgen : Sir Thomas Barlow
- 1973 : Der rote Schal : Herr Blanchard
- 1973 : Kara Ben Nemsi Effendi : Hulam
- 1974 : La Cloche tibétaine : Pater Hilliard
- 1974 : Okay S.I.R. : Professor
- 1974-1975 : Härte 10
- 1975 : Kim & Co. : baron Meyerfeld / Helmut
- 1975-1984 : Inspecteur Derrick : Drogenboß mit Schäferhund / Häftling / Dr. Bonsmann
- 1976-1977 : The Adventures of Pinocchio : The Coachman
- 1977 : Polizeiinspektion 1 : Baron
- 1978 : Der Anwalt : G. Winter
- 1978 : Holocauste : Seder Man
- 1978 : Spannende Geschichten
- 1979 : Achtung Kunstdiebe : Herr Asendorf
- 1979 : Theodor Chindler - Die Geschichte einer deutschen Familie
- 1979-1980 : Le Renard : Georg Singer
- 1979-1981 : Doctor Snuggles : Krick-Krack
- 1980-1981 : Le Merveilleux Voyage de Nils Holgersson au pays des oies sauvages
- 1981 : Smuggler : capitaine König
- 1982 : La Chartreuse de Parme : abbé Blanes
- 1984 : Les Aventures du jeune Patrick Pacard : Dr Achmed
- 1986 : Die Wächter : Harcourt

Téléfilms
- 1945 : Winterset
- 1955 : Das kalte Licht : Buschmann
- 1957 : Montserrat : Izquierdo
- 1958 : Der öffentliche Ankläger : Montané
- 1958 : Die Abiturientin : Professor Dr. Edmund Spindler
- 1958 : Schwester Bonaventura : Dr. Jeffreys
- 1959 : Das große Messer : Smiley Coy
- 1960 : Die eiskalte Nacht : Kalany
- 1960 : So ist es - ist es so? : Lamberto Laudisi
- 1960 : Zur letzten Instanz : Nectaire
- 1962 : Egmont : Machiavelli
- 1963 : Der Fall Sacco und Vanzetti : Musmano
- 1963 : Der arme Bitos... oder Das Diner der Köpfe : Philippe / Jesuitenpater
- 1963 : Maria Stuart : Aubespine
- 1964 : Bei Tag und Nacht : Marchese Ricardo
- 1964 : Die Teilnahme : Ezra Shaber
- 1964 : Ich fahre Patschold : Doktor Trautbein
- 1965 : Auf einem Bahnhof bei Dijon : Eric Borunesco
- 1965 : Der Spielverderber - Das kurze, verstörte Leben des Kaspar Hauser : Gelehrter #1
- 1966 : Das Vergnügen, anständig zu sein : Marchetto Fongi
- 1966 : Der schwarze Freitag : William Stewart
- 1967 : Der Auswanderer : Der Auswanderer
- 1967 : Ein treuer Diener seines Herrn : Graf Simon
- 1968 : Das Missverständliche im Leben des Herrn Knöbel : Salmeier
- 1968 : Die Mühle von Sanssouci : Voltaire
- 1968 : Ein Sarg für Mr. Holloway : Spider
- 1969 : Amerika oder der Verschollene : Senator Jakob
- 1970 : Der Mann am Strick : Levi
- 1970 : L'obsession infernale : Dr Shepilov
- 1970 : Wer ist der nächste? : Kettle
- 1971 : Das Abenteuer eines armen Christenmenschen : Freund Bartholomäus
- 1971 : Verschwörung in Ulm - Der Reichswehrprozeß 1930 : Oberst Beck
- 1971 : Viel Getu' um nichts : Leonato
- 1973 : Der Vorgang
- 1973 : Immobilien : Dr Ringer
- 1975 : Depressionen : Professor Penz
- 1977 : Le Retour de Mulligan : Präsidnet
- 1978 : Ehrlich währt am längsten : Sir George Chudleigh
- 1979 : Der Schuft, der den Münchhausen schrieb
- 1981 : Das Käthchen von Heilbronn oder: Die Feuerprobe : Ritter der Feme
- 1984 : Die ewigen Gefühle
- 1985 : Mamas Geburtstag
- 1985 : Wallenberg: A Hero's Story : Kalman Lauer

### Scénariste

#### Télévision
Téléfilms
- 1966 : Mrs. Dally
- 1967 : Der Kreidegarten
- 1973 : Der Kreidegarten